# 田希鑑
田希鑑（?—?），唐朝軍事人物。
唐德宗興元元年（784年）希鑑殺涇原節度使（今甘肅省涇川縣北）馮河清，自稱留後，並打算投附朱泚。朱泚兵敗，與姚令言逃往吐蕃，至涇州，希鑑閉門不纳。朱泚怒罵說：“汝之節，吾所授也。奈何臨危相負！”命令強攻其城，焚其門。希鑑把符節投入火堆說：「還給你！」朱泚的部下杀姚令言，并向希鑑投降。
田希鑑以朱泚事真除節度使職。同年十月，被李晟誘殺。

## 資料來源